# محمد زرقيني
محمد زرقيني (1922 - 21 جوان 2001 بالجزائر العاصمة) سياسي ووزير سابق جزائري، الرئيس السابق للجنة الاولمبية والرياضية الجزائرية، أصبح سنة 1974 عضوا في الهيئة الرياضية الدولية.

## الفرار من الجيش الفرنسي
كان محمد زرقيني من “الضباط الفارون من الجيش الفرنسي”، وقد التحق هؤلاء الضباط بالثورة في أواخرها وأغلبهم في سنتي 1958 و 1959، وهؤلاء الضباط منخرطون في الجيش الفرنسي، لكن حتى هم أيضا عانوا من ويلات العنصرية الاستعمارية مثل كل من تعلم في المدارس الاستعمارية. وقد بدأ التحاق هؤلاء الضباط بالثورة بعد توجيههم رسالة إلى الرئيس الفرنسي رينيه كوتي يطالبون بإيجاد حل عادل للقضية الجزائرية.
كان زرقيني على صلة «بحركة الضباط الجزائريين بالجيش الفرنسي» الذين كانوا يفكرون في أحداث ضجة «إعلامية بإعلان استقالتهم جماعيا»، وكان رأي معظمهم الفرار والإلتحاق بجيش التحرير الوطني... هذا الرأي ما لبث أن أصبح هو الغالب، لكن قبل التنفيذ كان الأمن العسكري بالمرصاد في خريف 57، فوجد العديد من عناصر الحركة أنفسهم بسجن «فران» (ضواحي باريس).
عاقبتهم السلطة الفرنسية على هذا الموقف، فهرب الكثير من هؤلاء الضباط في أواخر عام 1957 ليلتحقوا بكل من تونس والمغرب، ومن هؤلاء الضباط عبد القادر مولاي (المدعو شابو) وإيدير وسليمان هوفمان وبوتللة وزرقيني وبوعنان وعبد المؤمن، ثم أنشأت جبهة التحرير الوطني في مارس 1958 جهازا بقيادة بوعلام أوبراهم مهمته تهريب الضباط الجزائريين في الجيش الفرنسي المقيمين في كل من فرنسا وألمانيا ضمن قوات الحلف الأطلسي، فالتحق عدد آخر من الضباط بزملائهم في أبريل 1959 ومنهم على سبيل المثال لا الحصر محمد علاهم ومصطفى علاهم وآيت مهدي آمقران وعبد الحميد الأطرش ومحمد عقون ومختار كركد ومحمد بن محمد وبن مصابيح… وغيرهم ليلتحق بهم بعد شهور خالد نزار وسليم سعدي ومحمد قنايزية ومصطفى شلوفي… وغيرهم. وكذلك العربي بلخير الذي سيصبح أقوى رجل في دواليب الدولة لمدة طويلة، وبلغ عدد هؤلاء الضباط حوالي 40 ضابطا في 1959، فاستشهد البعض منهم، وارتقى آخرون إلى أعلى الرتب العسكرية في الجيش الوطني الشعبي.

## وفاته
توفي في 21 جوان 2001 بالجزائر العاصمة